# Chalarostylis
Genre
Synonymes
Dasylamprops Reyss, 1978
Chalarostylis est un genre de crustacés appartenant à la classe des malacostracés, à l'ordre des cumacés et à la famille des Lampropidae.

## Liste des espèces
- Chalarostylis brenkei (Mühlenhardt-Siegel, 2005)
- Chalarostylis bruunae Gerken, 2018
- Chalarostylis canadensis (Vassilenko, 1988)
- Chalarostylis elegans Norman, 1879
- Chalarostylis guanchi (Reyss, 1978)
- Chalarostylis longisetae (Corbera, 2006)